# Sibogita geometrica
Sibogita geometrica is een hydroïdpoliep uit de familie Bythotiaridae. De poliep komt uit het geslacht Sibogita. Sibogita geometrica werd in 1905 voor het eerst wetenschappelijk beschreven door Maas. 